# Атешґах (Решт)
Атешґах (перс. اتشگاه) — село в Ірані, у дегестані Пасіхан, у Центральному бахші, шагрестані Решт остану Ґілян. За даними перепису 2006 року, його населення становило 1679 осіб, що проживали у складі 461 сім'ї.

## Клімат
Середня річна температура становить 14,43 °C, середня максимальна – 28,26 °C, а середня мінімальна – -0,74 °C. Середня річна кількість опадів – 1093 мм.
| Клімат поселення                              | Клімат поселення | Клімат поселення | Клімат поселення | Клімат поселення | Клімат поселення | Клімат поселення | Клімат поселення | Клімат поселення | Клімат поселення | Клімат поселення | Клімат поселення | Клімат поселення | Клімат поселення |
| Показник                                      | Січ.             | Лют.             | Бер.             | Квіт.            | Трав.            | Черв.            | Лип.             | Серп.            | Вер.             | Жовт.            | Лист.            | Груд.            |                  |
| Середній максимум, °C                         | 8,20             | 9,40             | 12,27            | 18,50            | 22,57            | 26,01            | 27,63            | 28,26            | 25,15            | 20,62            | 15,65            | 11,17            |                  |
| Середня температура, °C                       | 3,72             | 4,95             | 7,80             | 14,02            | 18,09            | 21,54            | 23,40            | 24,04            | 20,91            | 16,39            | 11,40            | 6,94             |                  |
| Середній мінімум, °C                          | −0,74            | 0,45             | 3,34             | 9,55             | 13,62            | 17,07            | 19,16            | 19,78            | 16,67            | 12,14            | 7,16             | 2,68             |                  |
| Норма опадів, мм                              | 115              | 90               | 83               | 51               | 45               | 30               | 25               | 55               | 116              | 178              | 158              | 147              |                  |
| Середньомісячна швидкість вітру, м/с          | 2.20             | 2.40             | 2.40             | 2.30             | 2.30             | 2.41             | 2.60             | 2.28             | 2.09             | 2.09             | 2.00             | 2.00             |                  |
| Середньомісячна сонячна радіація, кДж/м²·день | 6756             | 8932             | 10982            | 15662            | 19944            | 21979            | 22844            | 19278            | 15869            | 10827            | 8535             | 6562             |                  |
| --------------------------------------------- | ---------------- | ---------------- | ---------------- | ---------------- | ---------------- | ---------------- | ---------------- | ---------------- | ---------------- | ---------------- | ---------------- | ---------------- | ---------------- |
| Джерело:                                      |                  |                  |                  |                  |                  |                  |                  |                  |                  |                  |                  |                  |                  |